# تراموا وروتسواو
تراموا وروتسواو (انگلیسی: Trams in Wrocław) سیستم تراموا در شهر وروتسواو، لهستان است.
این تراموا که در سال ۱۸۷۷ تأسیس شده دارای ۲۲ خط، ۳۸۲ ایستگاه و ۸۴ کیلومتر طول می‌باشد.

## نگارخانه

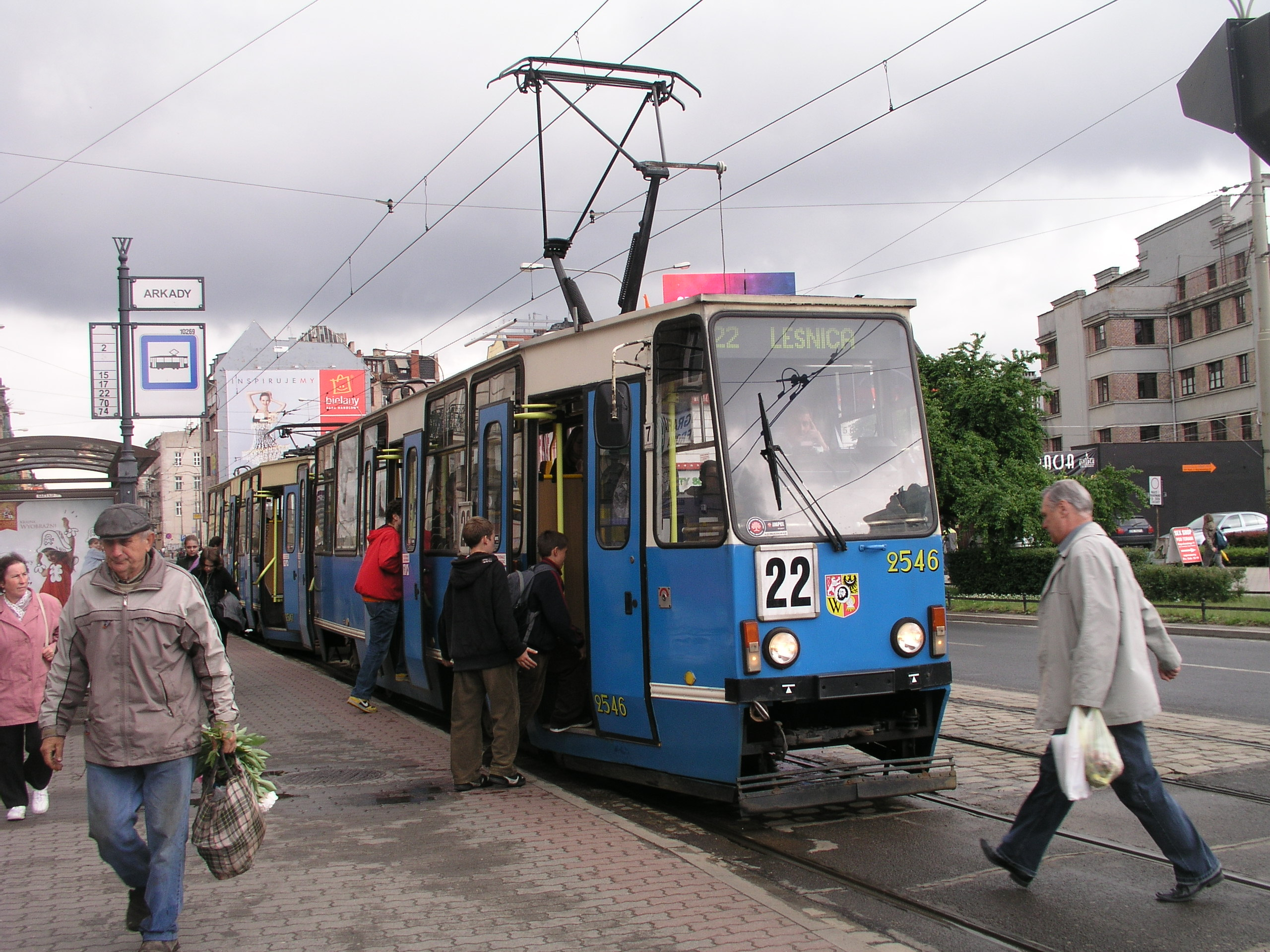
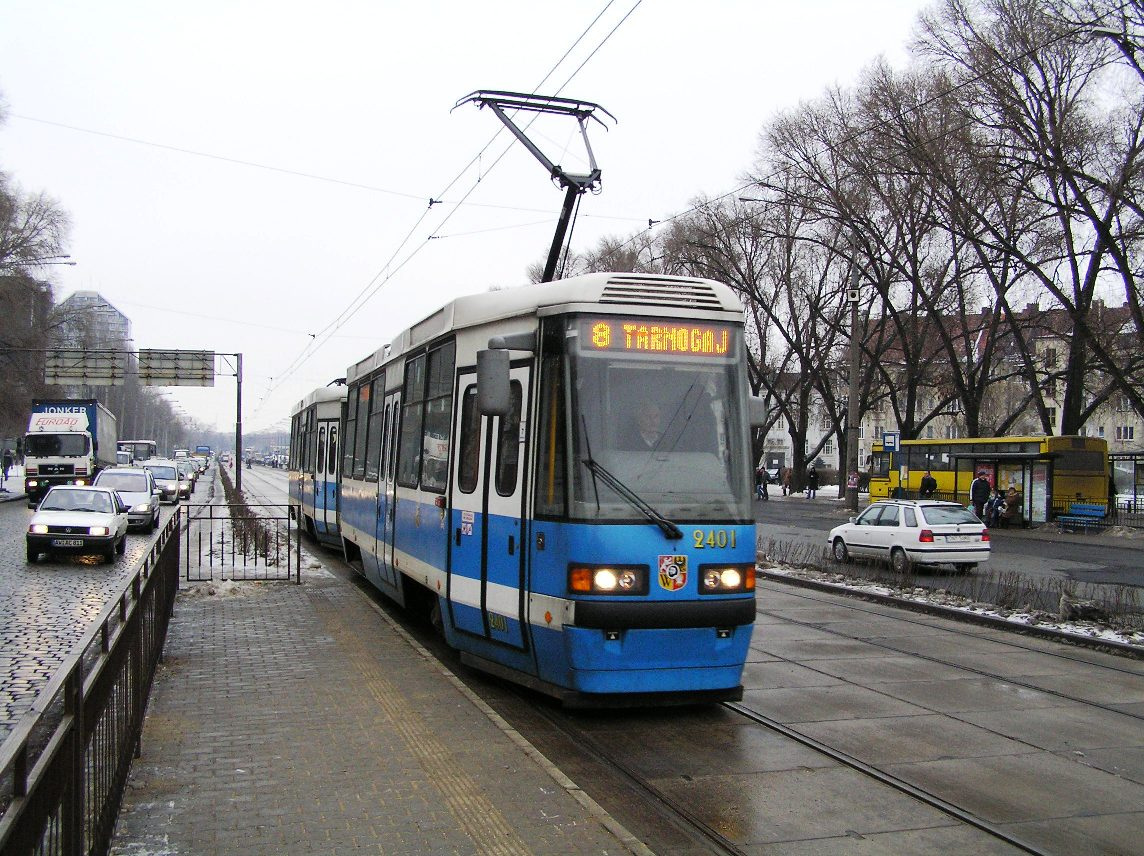
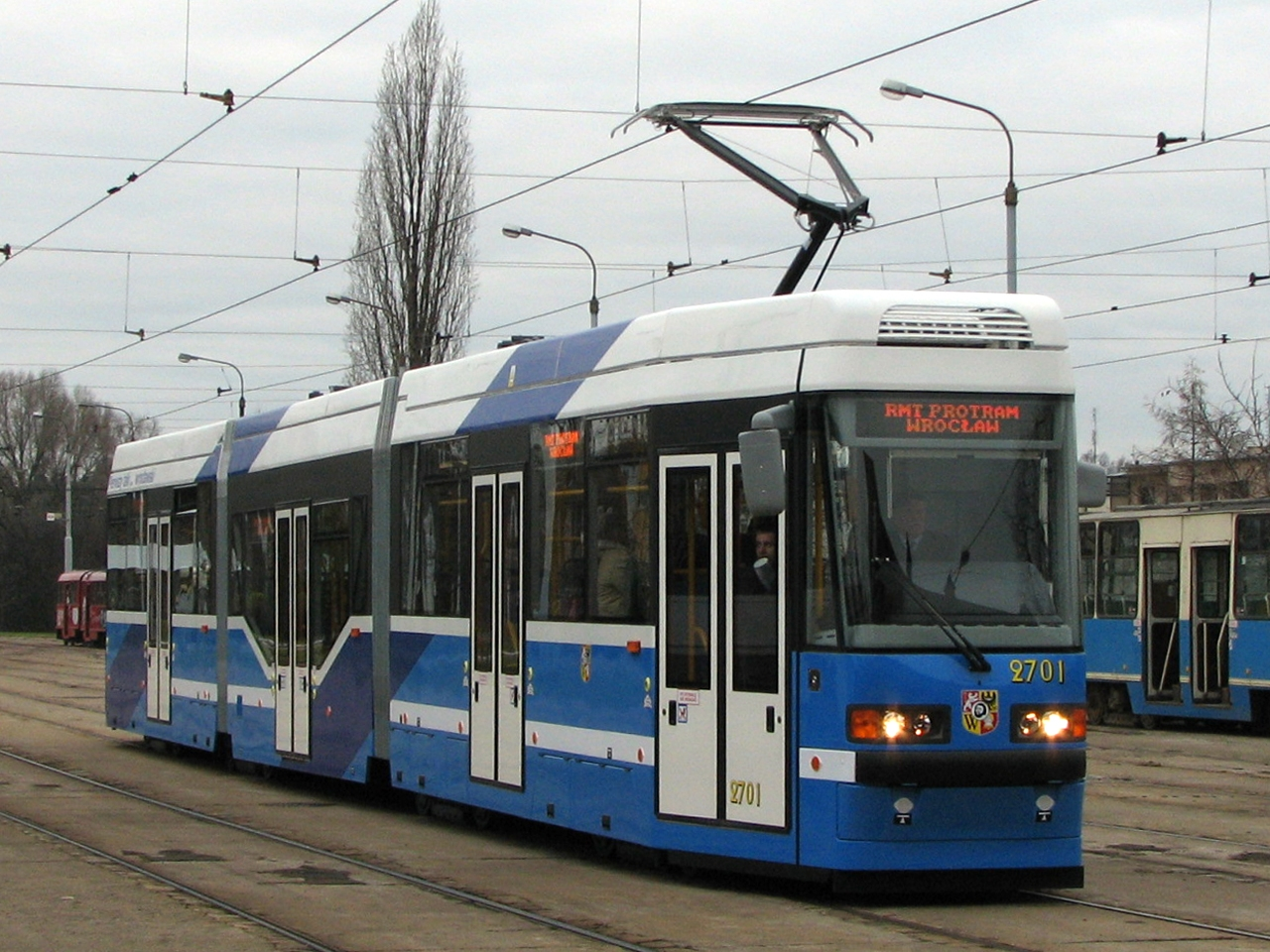
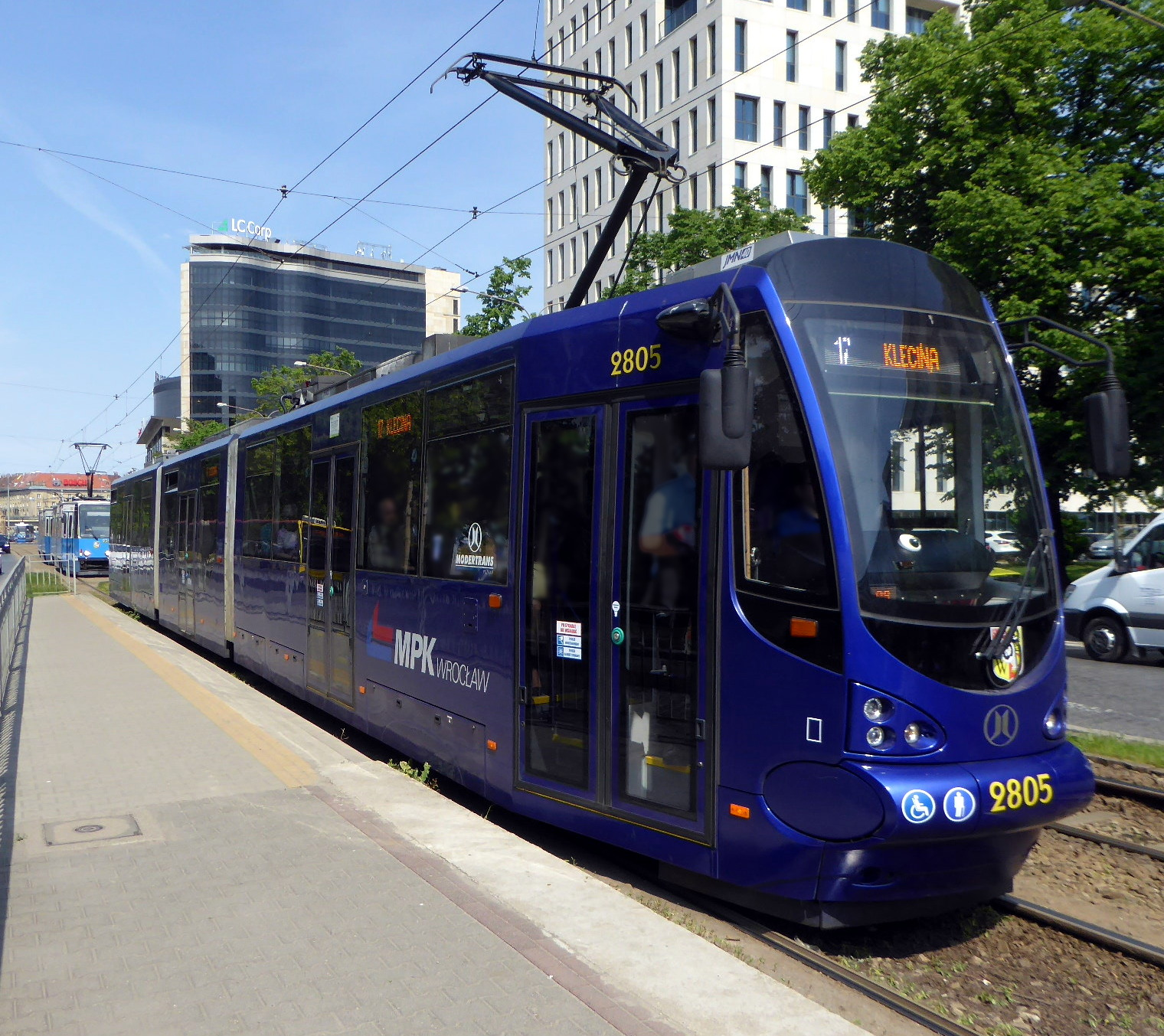